# Velika Grabovnica (Leskovac)
Velika Grabovnica (Leskovac) (em cirílico: Велика Грабовница) é uma vila da Sérvia localizada no município de Leskovac, pertencente ao distrito de Jablanica, na região de Jablanica. A sua população era de 1301 habitantes segundo o censo de 2002.

## Demografia
| 1948  | 1953  | 1961  | 1971  | 1981  | 1991  | 2002  | 2011  |
| ----- | ----- | ----- | ----- | ----- | ----- | ----- | ----- |
| 1 505 | 1 563 | 1 548 | 1 609 | 1 638 | 1 570 | 1 452 | 1 301 |